# 글리세르알데하이드
글리세르알데하이드(영어: glyceraldehyde)는 3개의 탄소 원자가 포함된 단당류이고, 알데하이드기를 가지고 있는 알도스이며, 화학식은 C3H6O3이다. 글리세르알데하이드는 모든 알도스 중에서 가장 단순한 형태이다. 탄수화물 대사의 중간 생성물이며, 단맛이 나는 무색의 결정질 고체이다. 글리세르알데하이드는 하나의 하이드록시메틸기가 알데하이드로 산화된 글리세롤이기 때문에 글리세롤과 알데하이드를 결합시켜 만든 단어이다.

## 구조
글리세르알데하이드는 하나의 키랄 중심을 가지며, 정반대의 광학 활성을 갖는 2개의 다른 거울상 이성질체가 존재한다.
- D/L 명명법에서 D는 라틴어 "Dexter"에서 유래하였고 "오른쪽"을 뜻하고, L은 라틴어 "Laevo"에서 유래하였고 "왼쪽"을 뜻한다.
- R/S 명명법에서 R은 라틴어 "Rectus"에서 유래하였고 "오른쪽"을 뜻하고, S는 라틴어 "Sinister"에서 유래하였고 "왼쪽"을 뜻한다.

|              | d-글리세르알데하이드 (R)-글리세르알데하이드 (+)-글리세르알데하이드 | L-글리세르알데하이드 (S)-글리세르알데하이드 (−)-글리세르알데하이드 |
| 피셔 투영식  | D-glyceraldehyde                                                   | L-glyceraldehyde                                                   |
| 골격 구조식  | D-glyceraldehyde                                                   | L-glyceraldehyde                                                   |
| 공 막대 모형 | D-glyceraldehyde                                                   | L-glyceraldehyde                                                   |

글리세르알데하이드의 광학 활성은 R의 경우 (+)이고, L인 경우 (-)이지만, 모든 단당류가 다 이러한 것은 아니다. 입체배치는 화학 구조에 의해서만 결정될 수 있는 반면, 광학 활성은 실험에 의해서만 결정될 수 있다.
19세기 후반에 D형 구조를 (+)-글리세르알데하이드로 지정한 것은 운이 좋았던 추측으로, 이는 1951년에 이르러서 X선 결정학에 의해 확인되었다.

## 명명법
D/L 체계에서 글리세르알데하이드는 탄수화물에 대한 입체배치의 기준으로 사용된다. 카보닐 탄소에서 가장 먼 키랄 중심(예를 들어, 글루코스의 5번 탄소)의 입체배치가 R-글리세르알데하이드의 입체배치와 동일한 단당류는 D-이성질체라 하고, S-글리세르알데하이드의 입체배치와 동일하면 L-이성질체라 한다.

## 화학 합성
글리세르알데하이드는 예를 들어 과산화수소 및 제일철염을 이용한 글리세롤의 가벼운 산화를 통해 다이하이드록시아세톤과 함께 제조될 수 있다. 가장 간단한 형태의 케토스인 다이하이드록시아세톤은 글리세르알데하이드의 이성질체이다.

## 생합성
글리세롤 탈수소효소 (NADP+)는 글리세롤, NADP+의 두 가지 기질을 가지고, D-글리세르알데하이드, NADPH, H+의 세 가지 생성물을 만든다.

## 생화학적 역할
글리세르알데하이드 3-인산과 다이하이드록시아세톤 인산 간의 상호전환은 트리오스 인산 이성질화효소에 의해 촉매되며, 해당과정의 주요 중간 단계이다.

## 같이 보기
- 입체 이성질체
- 다이하이드록시아세톤
- 글리세르알데하이드 3-인산